# Elecciones primarias de Argentina de 2017
Las elecciones primarias, abiertas, simultáneas y obligatorias (PASO) de Argentina de 2017 se realizaron el 13 de agosto de 2017, para que cada alianza electoral o partido político determine los candidatos para 127 cargos de diputados nacionales y 24 cargos de senadores nacionales, a ser elegidos en las elecciones legislativas del 22 de octubre de 2017.
Las PASO para los cargos de diputados se realizaron en los 24 distritos electorales, mientras que las PASO para senadores se realizaron en ocho distritos. Solo las agrupaciones políticas que obtuvieron el 1,5 % o más de votos válidos en las PASO, quedaron habilitadas para presentarse en las elecciones legislativas del 22 de octubre de 2017.

## Cargos a elegir

### Diputados nacionales
La Cámara de Diputados de la Nación Argentina renovará 127 de sus 257 miembros, por un período de 4 años. Según la Constitución Nacional, los diputados deben elegirse por distrito, en proporción a la población de cada uno de ellos. La cantidad de diputados por distrito vigente en 2017, fue establecida por la Ley N.º 22.847, sancionada en 1983 por el dictador Reynaldo Bignone, la que dispuso a su vez que ninguna provincia podía tener menos de cinco diputados.
Ordenados por cantidad de diputados a elegir en 2017, a cada distrito le corresponde los siguientes: Provincia de Buenos Aires (35), Capital Federal (13), Córdoba (9), Santa Fe (9), Entre Ríos (5), Mendoza (5), Chaco (4), Tucumán (4), Catamarca (3), Corrientes (3), Jujuy (3), La Pampa (3), Misiones (3), Neuquén (3), Salta (3), San Juan (3), San Luis (3) y Santa Cruz (3), Santiago del Estero (3), Chubut (2), Formosa (2), La Rioja (2), Río Negro (2) y Tierra del Fuego, Antártida e Islas del Atlántico Sur (2).

### Senadores nacionales
En 2017 corresponde renovar un tercio del Senado, exactamente 24 senadores. Los distritos que deben elegir sus tres senadores (dos por la mayoría y uno por la minoría) para el período 2017-2023 son: Buenos Aires, Formosa, Jujuy, La Rioja, Misiones, San Juan, San Luis y Santa Cruz.

## Resultados por distrito

### Cámara de Diputados
|  | 34,38 % |

|  | 100 % |

|  | 32,41 % |

|  | 100 % |

|  | 14,63 % |

|  | 100 % |

|  | 5,61 % |

|  | 100 % |

|  | 3,61 % |

|  | 100 % |

|  | 1,12 % |

|  | 100 % |

|  | 0,49 % |

|  | 100 % |

|  | 0,45 % |

|  | 100 % |

|  | 0,41 % |

|  | 100 % |

|  | 0,33 % |

|  | 46,31 % |

|  | 22,43 % |

|  | 18,49 % |

|  | 12,77 % |

|  | 0,31 % |

|  | 100 % |

|  | 0,26 % |

|  | 100 % |

|  | 0,19 % |

|  | 100 % |

|  | 0,17 % |

|  | 100 % |

|  | 0,09 % |

|  | 100 % |

|  | 0,06 % |

|  | 100 % |

|  | 0,02 % |

|  | 100 % |

|  | 94,54 % |

|  | 5,46 % |

|  | 99,11 % |

|  | 0,89 % |

|  | 77,63 % |

|  | 100 % |

|  | 49,56 % |

|  | 100 % |

|  | 20,73 % |

|  | 75,55 % |

|  | 13,37 % |

|  | 11,08 % |

|  | 13,04 % |

|  | 100 % |

|  | 3,93 % |

|  | 100 % |

|  | 3,80 % |

|  | 100 % |

|  | 3,73 % |

|  | 100 % |

|  | 1,11 % |

|  | 67,22 % |

|  | 32,78 % |

|  | 0,82 % |

|  | 100 % |

|  | 0,48 % |

|  | 100 % |

|  | 0,33 % |

|  | 100 % |

|  | 0,30 % |

|  | 34,24 % |

|  | 24,85 % |

|  | 15,29 % |

|  | 14,31 % |

|  | 11,31 % |

|  | 0,28 % |

|  | 100 % |

|  | 0,25 % |

|  | 100 % |

|  | 0,20 % |

|  | 100 % |

|  | 0,16 % |

|  | 100 % |

|  | 0,15 % |

|  | 51,49 % |

|  | 48,51 % |

|  | 98,86 % |

|  | 1,14 % |

|  | 98,87 % |

|  | 1,13 % |

|  | 74,84 % |

|  | 100 % |

|  | 46,74 % |

|  | 100 % |

|  | 33,73 % |

|  | 61,64 % |

|  | 38,36 % |

|  | 3,71 % |

|  | 100 % |

|  | 2,82 % |

|  | 100 % |

|  | 1,56 % |

|  | 100 % |

|  | 1,07 % |

|  | 100 % |

|  | 0,70 % |

|  | 100 % |

|  | 90,33 % |

|  | 9,67 % |

|  | 98,56 % |

|  | 1,44 % |

|  | 69,77 % |

|  | 100 % |

|  | 43,93 % |

|  | 64,45 % |

|  | 11,47 % |

|  | 10,70 % |

|  | 8,59 % |

|  | 3,71 % |

|  | 1,08 % |

|  | 37,09 % |

|  | 87,55 % |

|  | 12,45 % |

|  | 7,19 % |

|  | 100 % |

|  | 4,76 % |

|  | 100 % |

|  | 1,96 % |

|  | 100 % |

|  | 0,86 % |

|  | 100 % |

|  | 0,68 % |

|  | 100 % |

|  | 0,54 % |

|  | 100 % |

|  | 0,50 % |

|  | 100 % |

|  | 0,43 % |

|  | 100 % |

|  | 97,94 % |

|  | 2,06 % |

|  | 97,71 % |

|  | 2,29 % |

|  | 68,68 % |

|  | 100 % |

|  | 32,94 % |

|  | 32,36 % |

|  | 21,94 % |

|  | 21,84 % |

|  | 12,56 % |

|  | 7,61 % |

|  | 3,69 % |

|  | 26,95 % |

|  | 100 % |

|  | 25,65 % |

|  | 100 % |

|  | 3,64 % |

|  | 100 % |

|  | 3,21 % |

|  | 100 % |

|  | 3,03 % |

|  | 100 % |

|  | 1,93 % |

|  | 100 % |

|  | 97,35 % |

|  | 2,65 % |

|  | 94,38 % |

|  | 5,62 % |

|  | 72,52 % |

|  | 100 % |

|  | 44,39 % |

|  | 84,70 % |

|  | 15,30 % |

|  | 28,56 % |

|  | 100 % |

|  | 9,89 % |

|  | 100 % |

|  | 4,32 % |

|  | 100 % |

|  | 2,42 % |

|  | 100 % |

|  | 2,27 % |

|  | 100 % |

|  | 2,14 % |

|  | 100 % |

|  | 1,24 % |

|  | 100 % |

|  | 1,04 % |

|  | 28,65 % |

|  | 25,29 % |

|  | 25,24 % |

|  | 20,82 % |

|  | 0,90 % |

|  | 100 % |

|  | 0,81 % |

|  | 100 % |

|  | 97,98 % |

|  | 2,02 % |

|  | 97,02 % |

|  | 2,98 % |

|  | 70,52 % |

|  | 100 % |

|  | 45,38 % |

|  | 100 % |

|  | 34,66 % |

|  | 52,24 % |

|  | 18,38 % |

|  | 13,20 % |

|  | 8,78 % |

|  | 7,40 % |

|  | 11,48 % |

|  | 82,33 % |

|  | 11,05 % |

|  | 6,62 % |

|  | 4,41 % |

|  | 58,30 % |

|  | 41,70 % |

|  | 0,73 % |

|  | 100 % |

|  | 0,65 % |

|  | 100 % |

|  | 0,34 % |

|  | 100 % |

|  | 97,65 % |

|  | 2,35 % |

|  | 97,29 % |

|  | 2,71 % |

|  | 72,08 % |

|  | 100 % |

|  | 47,69 % |

|  | 80,46 % |

|  | 12,13 % |

|  | 7,41 % |

|  | 42,13 % |

|  | 62,31 % |

|  | 15,37 % |

|  | 4,65 % |

|  | 3,61 % |

|  | 3,39 % |

|  | 3,17 % |

|  | 2,78 % |

|  | 2,39 % |

|  | 1,33 % |

|  | 1,00 % |

|  | 3,92 % |

|  | 100 % |

|  | 3,88 % |

|  | 100 % |

|  | 97,62 % |

|  | 2,38 % |

|  | 95,29 % |

|  | 4,71 % |

|  | 76,69 % |

|  | 100 % |

|  | 56,35 % |

|  | 100 % |

|  | 35,34 % |

|  | 100 % |

|  | 2,31 % |

|  | 100 % |

|  | 2,00 % |

|  | 100 % |

|  | 0,85 % |

|  | 100 % |

|  | 0,60 % |

|  | 100 % |

|  | 0,29 % |

|  | 100 % |

|  | 97,74 % |

|  | 2,26 % |

|  | 98,75 % |

|  | 1,25 % |

|  | 71,11 % |

|  | 100 % |

|  | 35,78 % |

|  | 100 % |

|  | 29,78 % |

|  | 28,97 % |

|  | 27,89 % |

|  | 22,38 % |

|  | 10,21 % |

|  | 7,18 % |

|  | 3,37 % |

|  | 12,79 % |

|  | 46,02 % |

|  | 37,71 % |

|  | 16,27 % |

|  | 12,45 % |

|  | 100 % |

|  | 2,67 % |

|  | 100 % |

|  | 1,68 % |

|  | 100 % |

|  | 1,19 % |

|  | 100 % |

|  | 0,78 % |

|  | 100 % |

|  | 97,12 % |

|  | 2,88 % |

|  | 97,36 % |

|  | 2,64 % |

|  | 74,47 % |

|  | 100 % |

|  | 49,15 % |

|  | 42,80 % |

|  | 31,23 % |

|  | 25,97 % |

|  | 38,50 % |

|  | 78,33 % |

|  | 11,05 % |

|  | 4,28 % |

|  | 3,47 % |

|  | 2,87 % |

|  | 4,45 % |

|  | 54,34 % |

|  | 45,66 % |

|  | 2,17 % |

|  | 100 % |

|  | 1,99 % |

|  | 100 % |

|  | 1,88 % |

|  | 100 % |

|  | 98,14 % |

|  | 1,86 % |

|  | 96,21 % |

|  | 3,79 % |

|  | 73,65 % |

|  | 100 % |

|  | 43,16 % |

|  | 100 % |

|  | 32,00 % |

|  | 100 % |

|  | 6,68 % |

|  | 100 % |

|  | 6,24 % |

|  | 100 % |

|  | 2,39 % |

|  | 100 % |

|  | 2,32 % |

|  | 100 % |

|  | 1,94 % |

|  | 100 % |

|  | 94,73 % |

|  | 5,27 % |

|  | 97,59 % |

|  | 2,41 % |

|  | 66,31 % |

|  | 100 % |

|  | 40,78 % |

|  | 92,69 % |

|  | 7,31 % |

|  | 33,08 % |

|  | 44,53 % |

|  | 39,03 % |

|  | 16,44 % |

|  | 8,77 % |

|  | 100 % |

|  | 7,44 % |

|  | 100 % |

|  | 1,95 % |

|  | 100 % |

|  | 1,69 % |

|  | 100 % |

|  | 1,15 % |

|  | 100 % |

|  | 0,78 % |

|  | 100 % |

|  | 95,64 % |

|  | 4,36 % |

|  | 97,06 % |

|  | 2,94 % |

|  | 78,71 % |

|  | 100 % |

|  | 40,61 % |

|  | 100 % |

|  | 28,70 % |

|  | 100 % |

|  | 11,13 % |

|  | 100 % |

|  | 4,11 % |

|  | 100 % |

|  | 3,72 % |

|  | 100 % |

|  | 3,05 % |

|  | 100 % |

|  | 2,87 % |

|  | 100 % |

|  | 2,03 % |

|  | 100 % |

|  | 0,60 % |

|  | 100 % |

|  | 96,82 % |

|  | 3,18 % |

|  | 98,29 % |

|  | 1,71 % |

|  | 72,87 % |

|  | 100 % |

|  | 24,56 % |

|  | 77,42 % |

|  | 22,58 % |

|  | 22,33 % |

|  | 95,87 % |

|  | 4,13 % |

|  | 17,73 % |

|  | 100 % |

|  | 17,69 % |

|  | 100 % |

|  | 6,64 % |

|  | 100 % |

|  | 4,84 % |

|  | 100 % |

|  | 2,50 % |

|  | 100 % |

|  | 2,49 % |

|  | 100 % |

|  | 98,78 % |

|  | 1,22 % |

|  | 94,63 % |

|  | 5,37 % |

|  | 79,28 % |

|  | 100 % |

|  | 40,75 % |

|  | 100 % |

|  | 19,29 % |

|  | 100 % |

|  | 18,25 % |

|  | 100 % |

|  | 12,69 % |

|  | 100 % |

|  | 3,91 % |

|  | 100 % |

|  | 2,12 % |

|  | 100 % |

|  | 1,72 % |

|  | 100 % |

|  | 98,73 % |

|  | 1,27 % |

|  | 96,44 % |

|  | 3,56 % |

|  | 73,01 % |

|  | 100 % |

|  | 38,22 % |

|  | 31,25 % |

|  | 21,64 % |

|  | 15,77 % |

|  | 13,04 % |

|  | 11,78 % |

|  | 6,52 % |

|  | 23,80 % |

|  | 77,67 % |

|  | 22,33 % |

|  | 17,78 % |

|  | 100 % |

|  | 7,19 % |

|  | 100 % |

|  | 5,97 % |

|  | 100 % |

|  | 1,92 % |

|  | 100 % |

|  | 1,52 % |

|  | 100 % |

|  | 1,14 % |

|  | 100 % |

|  | 97,54 % |

|  | 2,46 % |

|  | 97,27 % |

|  | 2,73 % |

|  | 67,08 % |

|  | 100 % |

|  | 48,27 % |

|  | 100 % |

|  | 29,76 % |

|  | 83,19 % |

|  | 16,81 % |

|  | 6,45 % |

|  | 100 % |

|  | 2,81 % |

|  | 63,62 % |

|  | 36,38 % |

|  | 2,63 % |

|  | 100 % |

|  | 2,24 % |

|  | 100 % |

|  | 1,62 % |

|  | 100 % |

|  | 1,62 % |

|  | 100 % |

|  | 1,47 % |

|  | 100 % |

|  | 96,87 % |

|  | 3,13 % |

|  | 97,64 % |

|  | 2,36 % |

|  | 77,61 % |

|  | 100 % |

|  | 54,58 % |

|  | 97,39 % |

|  | 2,61 % |

|  | 37,02 % |

|  | 100 % |

|  | 2,06 % |

|  | 100 % |

|  | 0,69 % |

|  | 100 % |

|  | 0,50 % |

|  | 100 % |

|  | 94,85 % |

|  | 5,15 % |

|  | 97,93 % |

|  | 2,07 % |

|  | 77,70 % |

|  | 100 % |

|  | 45,79 % |

|  | 67,15 % |

|  | 27,68 % |

|  | 5,17 % |

|  | 29,08 % |

|  | 81,37 % |

|  | 18,63 % |

|  | 8,23 % |

|  | 100 % |

|  | 6,99 % |

|  | 100 % |

|  | 3,92 % |

|  | 100 % |

|  | 2,54 % |

|  | 100 % |

|  | 96,55 % |

|  | 3,45 % |

|  | 95,09 % |

|  | 4,91 % |

|  | 69,51 % |

|  | 100 % |

|  | 27,95 % |

|  | 62,15 % |

|  | 34,86 % |

|  | 2,99 % |

|  | 27,09 % |

|  | 100 % |

|  | 11,94 % |

|  | 80,89 % |

|  | 19,11 % |

|  | 6,22 % |

|  | 82,86 % |

|  | 3,11 % |

|  | 2,67 % |

|  | 2,53 % |

|  | 2,42 % |

|  | 2,06 % |

|  | 1,88 % |

|  | 1,49 % |

|  | 0,98 % |

|  | 4,23 % |

|  | 100 % |

|  | 3,52 % |

|  | 70,83 % |

|  | 12,36 % |

|  | 5,50 % |

|  | 5,11 % |

|  | 3,56 % |

|  | 2,64 % |

|  | 3,02 % |

|  | 100 % |

|  | 2,93 % |

|  | 100 % |

|  | 2,15 % |

|  | 100 % |

|  | 1,78 % |

|  | 32,84 % |

|  | 24,27 % |

|  | 11,12 % |

|  | 7,60 % |

|  | 6,38 % |

|  | 6,19 % |

|  | 5,79 % |

|  | 1,41 % |

|  | 1,30 % |

|  | 1,13 % |

|  | 1,05 % |

|  | 0,92 % |

|  | 1,46 % |

|  | 23,30 % |

|  | 17,25 % |

|  | 16,47 % |

|  | 14,71 % |

|  | 13,87 % |

|  | 10,35 % |

|  | 4,05 % |

|  | 0,80 % |

|  | 40,67 % |

|  | 37,20 % |

|  | 22,13 % |

|  | 0,78 % |

|  | 53,17 % |

|  | 34,95 % |

|  | 10,82 % |

|  | 1,06 % |

|  | 0,74 % |

|  | 100 % |

|  | 0,49 % |

|  | 61,33 % |

|  | 38,67 % |

|  | 0,49 % |

|  | 65,62 % |

|  | 34,38 % |

|  | 0,33 % |

|  | 100 % |

|  | 95,92 % |

|  | 4,08 % |

|  | 94,67 % |

|  | 5,33 % |

|  | 71,92 % |

|  | 100 % |

|  | 66,19 % |

|  | 100 % |

|  | 16,09 % |

|  | 100 % |

|  | 10,81 % |

|  | 100 % |

|  | 3,43 % |

|  | 100 % |

|  | 2,23 % |

|  | 100 % |

|  | 98,75 % |

|  | 1,25 % |

|  | 98,87 % |

|  | 1,13 % |

|  | 74,62 % |

|  | 100 % |

|  | 21,28 % |

|  | 100 % |

|  | 19,55 % |

|  | 100 % |

|  | 17,88 % |

|  | 100 % |

|  | 14,30 % |

|  | 100 % |

|  | 6,54 % |

|  | 100 % |

|  | 5,77 % |

|  | 100 % |

|  | 5,73 % |

|  | 100 % |

|  | 3,49 % |

|  | 100 % |

|  | 2,75 % |

|  | 100 % |

|  | 0,83 % |

|  | 100 % |

|  | 0,72 % |

|  | 100 % |

|  | 93,08 % |

|  | 1,09 % |

|  | 94,17 % |

|  | 5,83 % |

|  | 72,34 % |

|  | 100 % |

|  | 52,16 % |

|  | 89,18 % |

|  | 4,87 % |

|  | 2,14 % |

|  | 1,63 % |

|  | 0,63 % |

|  | 0,57 % |

|  | 0,39 % |

|  | 0,34 % |

|  | 0,25 % |

|  | 31,05 % |

|  | 100 % |

|  | 9,52 % |

|  | 100 % |

|  | 3,34 % |

|  | 100 % |

|  | 1,40 % |

|  | 100 % |

|  | 0,94 % |

|  | 100 % |

|  | 0,46 % |

|  | 100 % |

|  | 98,87 % |

|  | 1,13 % |

|  | 98,15 % |

|  | 1,85 % |

|  | 79,37 % |

|  | 100 % |

1. ↑  El Movimiento Auténtico Popular declinó su participación para las elecciones legislativas.
2. ↑  El Partido Movimiento Norte Grande declinó su participación para las elecciones legislativas.
3. ↑  La alianza Encuentro por Mendoza declinó su participación para las elecciones legislativas.
4. ↑  El Partido Verde de Mendoza declinó su participación para las elecciones legislativas.
5. ↑  La alianza Juntos Somos Río Negro declinó su participación para las elecciones legislativas.
6. ↑  El Partido Movimiento Vida y Compromiso declinó su participación para las elecciones legislativas.
7. ↑  La alianza Unir TDF declinó su participación para las elecciones legislativas.
8. ↑  El Partido de la Cultura, la Educación y el Trabajo de Tierra del Fuego declinó su participación para las elecciones legislativas.

### Senado
- Buenos Aires
- Formosa
- Jujuy
- La Rioja
- Misiones
- San Juan
- San Luis
- Santa Cruz

|  | 34,27 % |

|  | 100 % |

|  | 34,06 % |

|  | 100 % |

|  | 15,41 % |

|  | 100 % |

|  | 5,94 % |

|  | 100 % |

|  | 3,37 % |

|  | 100 % |

|  | 1,02 % |

|  | 100 % |

|  | 0,49 % |

|  | 100 % |

|  | 0,48 % |

|  | 100 % |

|  | 0,34 % |

|  | 34,10 % |

|  | 31,72 % |

|  | 11,26 % |

|  | 10,46 % |

|  | 8,14 % |

|  | 4,33 % |

|  | 0,33 % |

|  | 46,92 % |

|  | 22,23 % |

|  | 18,61 % |

|  | 12,24 % |

|  | 0,26 % |

|  | 100 % |

|  | 0,18 % |

|  | 100 % |

|  | 0,10 % |

|  | 46,18 % |

|  | 39,71 % |

|  | 14,11 % |

|  | 0,06 % |

|  | 100 % |

|  | 0,02 % |

|  | 100 % |

|  | 96,33 % |

|  | 3,67 % |

|  | 99,08 % |

|  | 0,92 % |

|  | 77,63 % |

|  | 100 % |

|  | 56,41 % |

|  | 100 % |

|  | 35,62 % |

|  | 100 % |

|  | 2,33 % |

|  | 100 % |

|  | 2,02 % |

|  | 100 % |

|  | 0,85 % |

|  | 100 % |

|  | 0,60 % |

|  | 100 % |

|  | 0,30 % |

|  | 100 % |

|  | 98,13 % |

|  | 1,87 % |

|  | 98,75 % |

|  | 1,25 % |

|  | 71,08 % |

|  | 100 % |

|  | 36,35 % |

|  | 100 % |

|  | 30,49 % |

|  | 28,76 % |

|  | 27,91 % |

|  | 22,51 % |

|  | 10,35 % |

|  | 7,25 % |

|  | 3,22 % |

|  | 13,13 % |

|  | 44,63 % |

|  | 39,31 % |

|  | 16,06 % |

|  | 11,24 % |

|  | 100 % |

|  | 2,71 % |

|  | 100 % |

|  | 1,70 % |

|  | 100 % |

|  | 1,21 % |

|  | 100 % |

|  | 0,79 % |

|  | 100 % |

|  | 97,62 % |

|  | 2,38 % |

|  | 97,27 % |

|  | 2,73 % |

|  | 74,47 % |

|  | 100 % |

|  | 44,24 % |

|  | 100 % |

|  | 35,71 % |

|  | 100 % |

|  | 6,86 % |

|  | 100 % |

|  | 2,48 % |

|  | 100 % |

|  | 2,45 % |

|  | 100 % |

|  | 1,90 % |

|  | 100 % |

|  | 93,64 % |

|  | 6,36 % |

|  | 97,63 % |

|  | 2,37 % |

|  | 66,31 % |

|  | 100 % |

|  | 41,10 % |

|  | 100 % |

|  | 28,58 % |

|  | 100 % |

|  | 11,40 % |

|  | 100 % |

|  | 3,88 % |

|  | 100 % |

|  | 3,71 % |

|  | 100 % |

|  | 3,19 % |

|  | 100 % |

|  | 2,87 % |

|  | 100 % |

|  | 2,04 % |

|  | 100 % |

|  | 0,61 % |

|  | 100 % |

|  | 97,38 % |

|  | 2,62 % |

|  | 98,29 % |

|  | 1,71 % |

|  | 72,87 % |

|  | 100 % |

|  | 48,77 % |

|  | 100 % |

|  | 30,05 % |

|  | 84,82 % |

|  | 15,18 % |

|  | 6,33 % |

|  | 100 % |

|  | 2,81 % |

|  | 100 % |

|  | 2,68 % |

|  | 100 % |

|  | 2,32 % |

|  | 100 % |

|  | 1,62 % |

|  | 100 % |

|  | 1,48 % |

|  | 100 % |

|  | 96,06 % |

|  | 3,94 % |

|  | 97,27 % |

|  | 2,73 % |

|  | 77,61 % |

|  | 100 % |

|  | 57,65 % |

|  | 98,23 % |

|  | 1,77 % |

|  | 38,24 % |

|  | 100 % |

|  | 1,78 % |

|  | 100 % |

|  | 0,60 % |

|  | 100 % |

|  | 0,46 % |

|  | 100 % |

|  | 98,73 % |

|  | 1,27 % |

|  | 97,89 % |

|  | 2,11 % |

|  | 77,70 % |

|  | 100 % |

|  | 45,38 % |

|  | 70,61 % |

|  | 29,39 % |

|  | 29,15 % |

|  | 81,69 % |

|  | 18,31 % |

|  | 7,67 % |

|  | 100 % |

|  | 7,60 % |

|  | 100 % |

|  | 4,07 % |

|  | 100 % |

|  | 2,55 % |

|  | 100 % |

|  | 96,42 % |

|  | 3,58 % |

|  | 95,52 % |

|  | 4,48 % |

|  | 69,51 % |

|  | 100 % |

1. ↑  El Partido Principios y Convicción declinó su lista al senado para las elecciones legislativas.
2. ↑  El Partido Movimiento Norte Grande declinó su participación para las elecciones legislativas.
3. ↑  El Partido Movimiento Vida y Compromiso declinó su participación para las elecciones legislativas.

## Galería

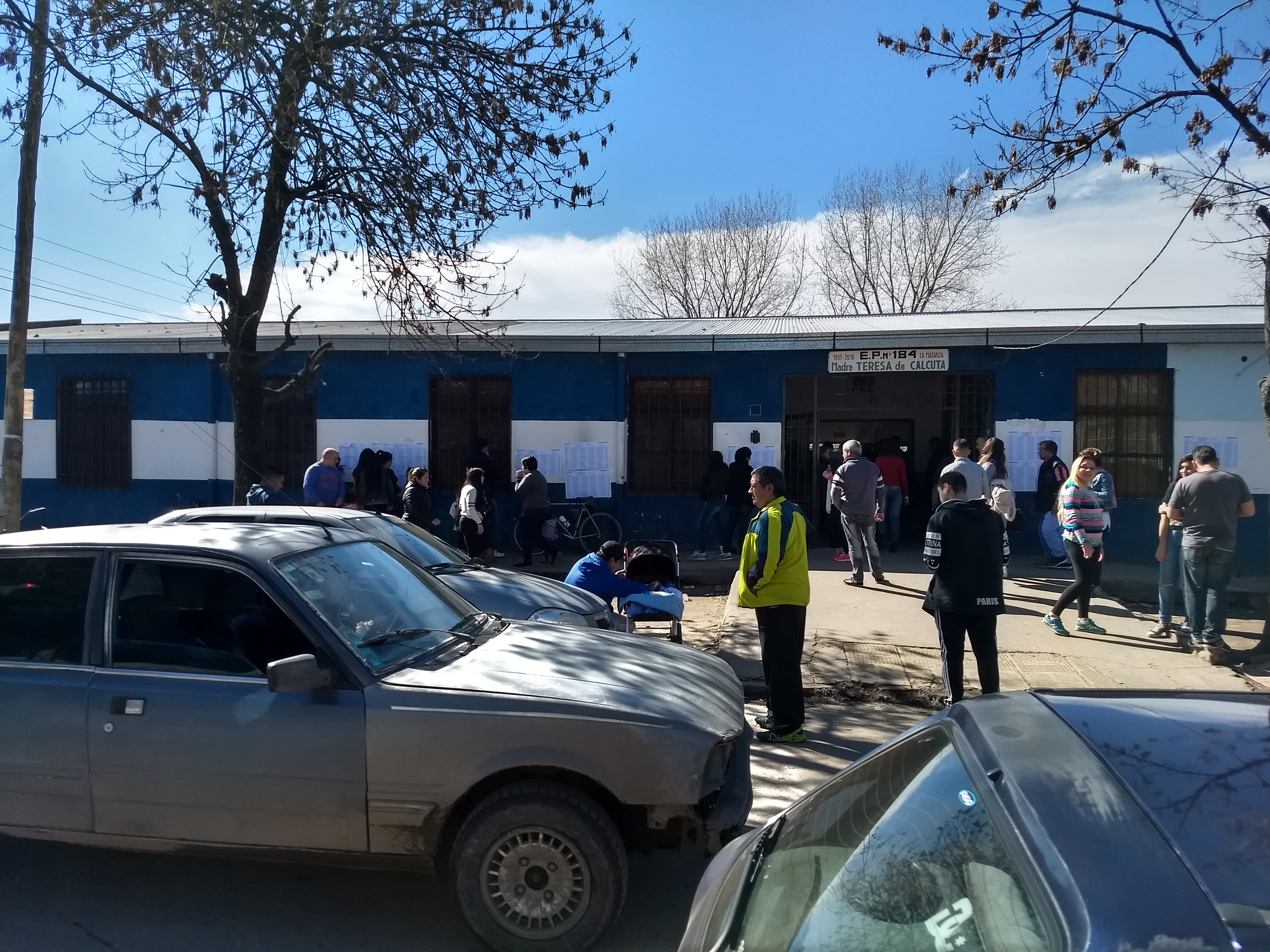
Una escuela en la provincia de Buenos Aires como lugar de votación
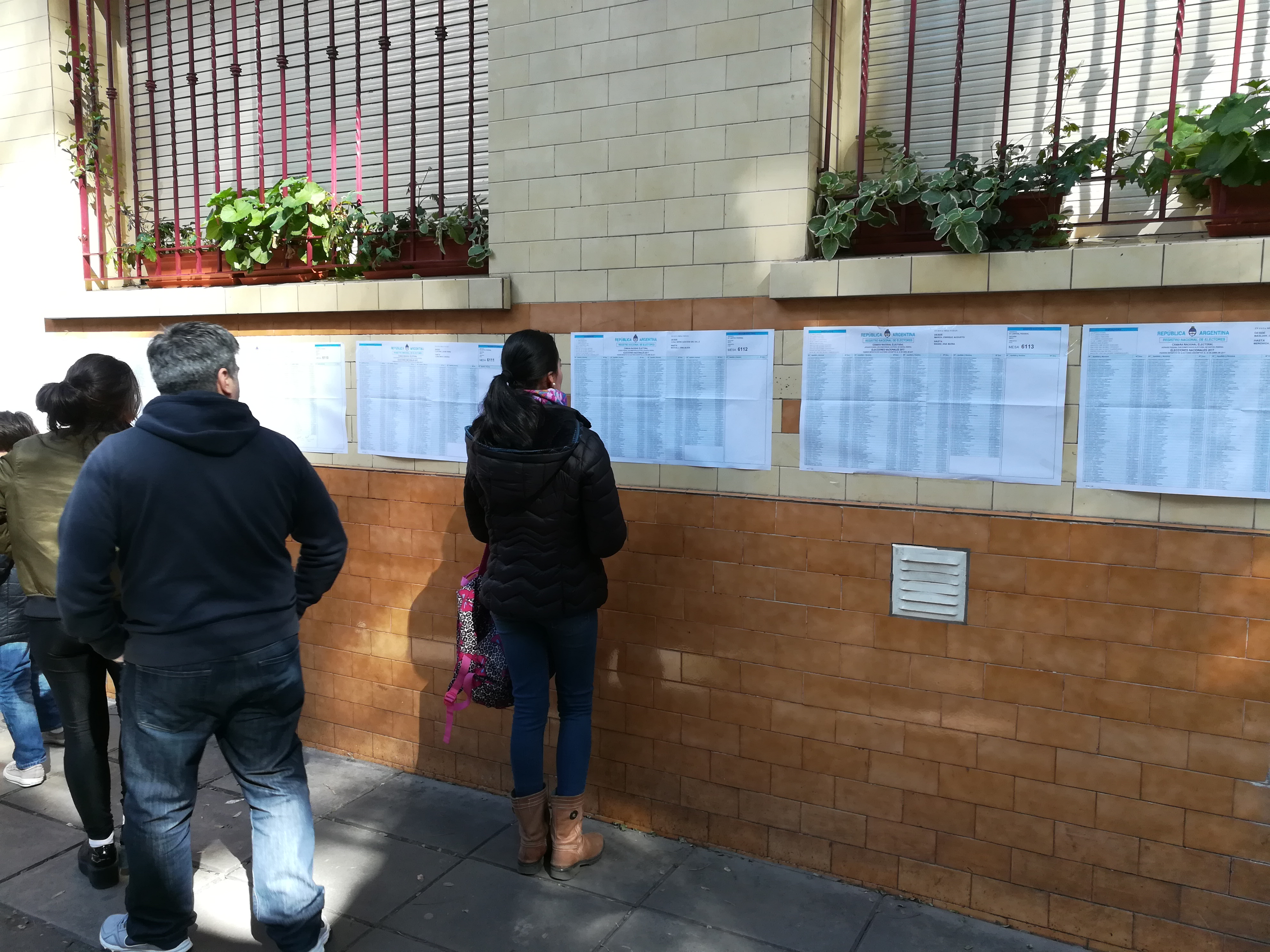
Ciudadanos consultando el padrón
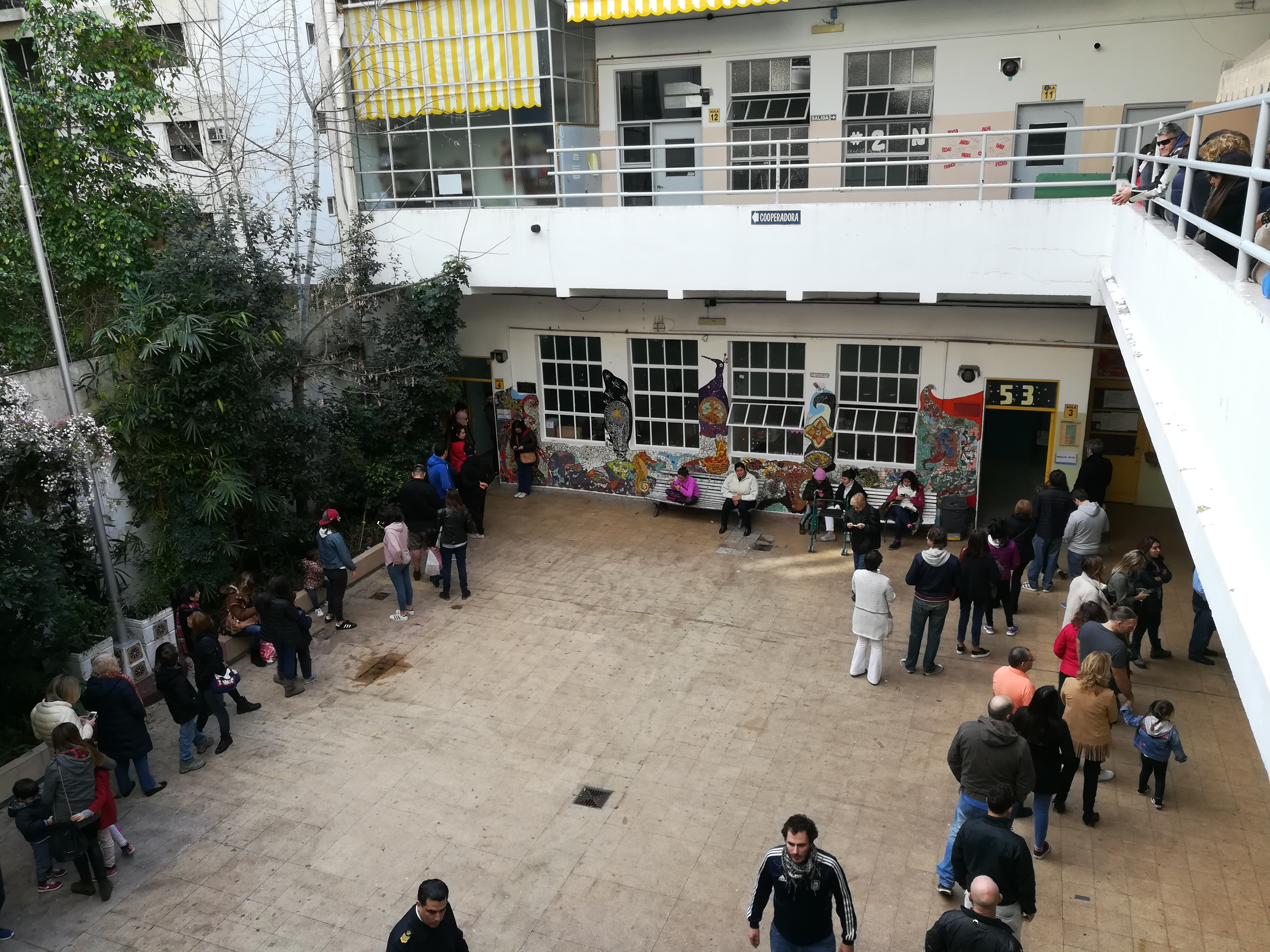
Ciudadanos entrando a los cuartos oscuros
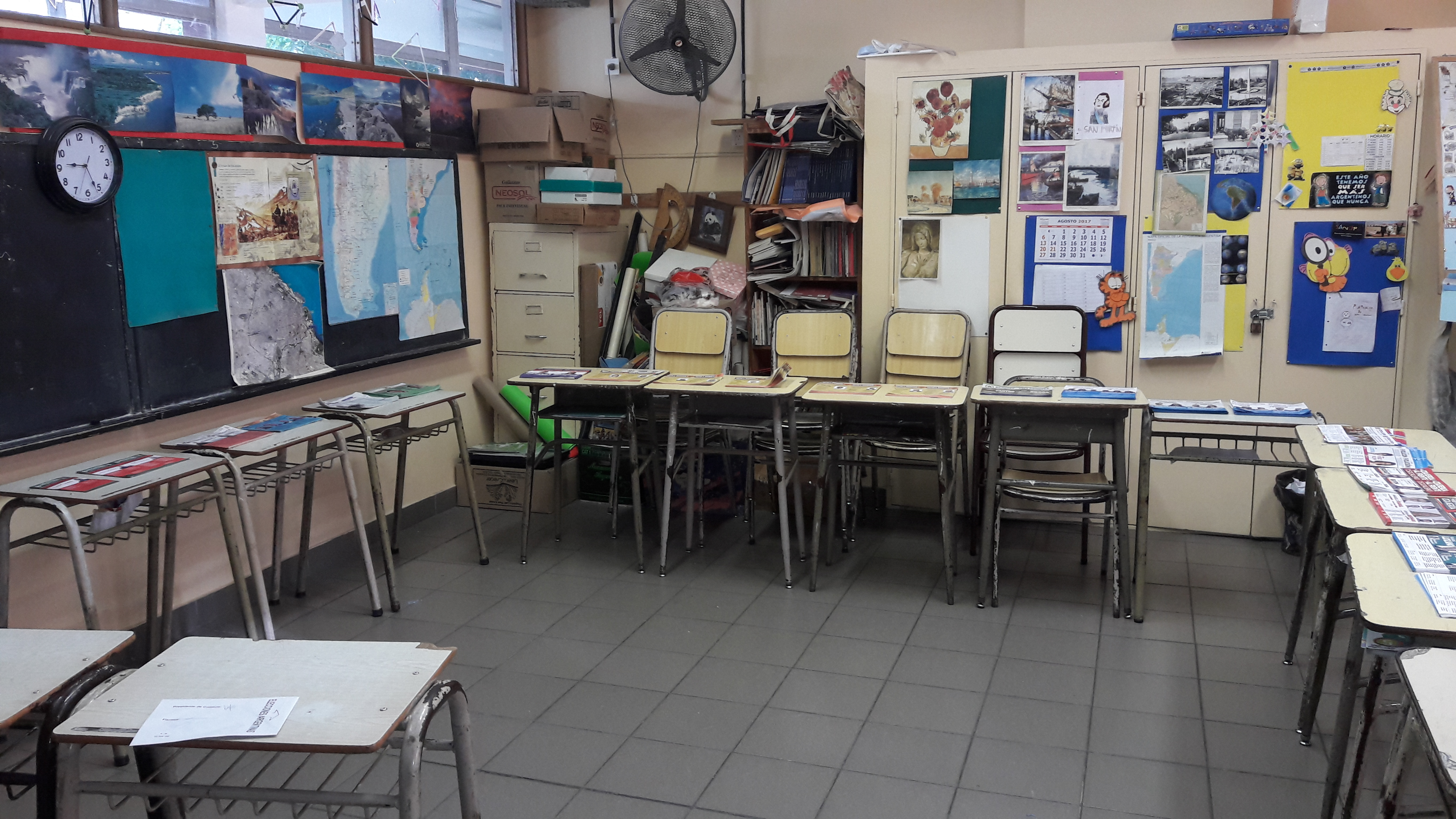
Interior de un cuarto oscuro en la Ciudad de Buenos Aires
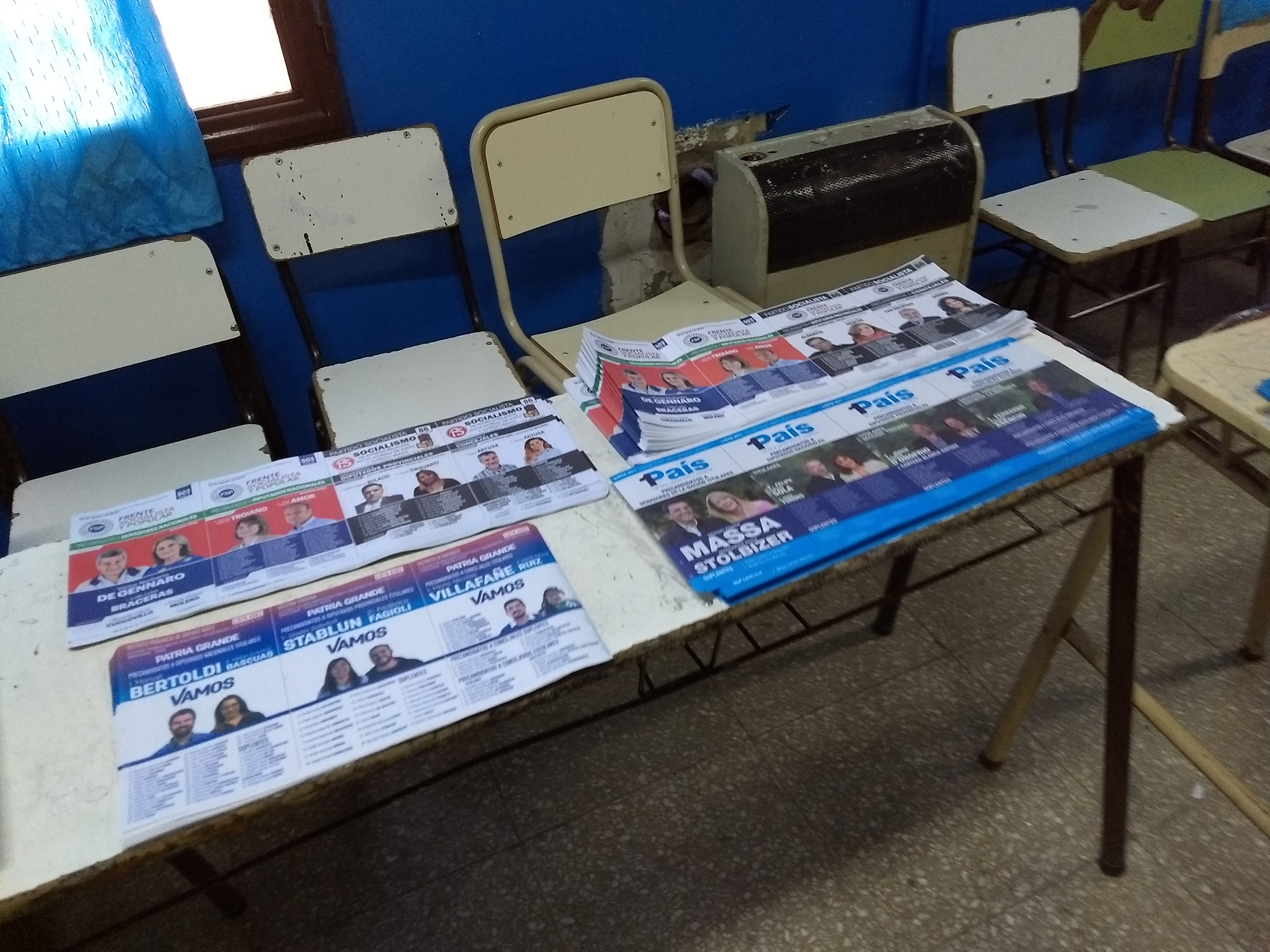
Boletas de candidatos en la provincia de Buenos Aires
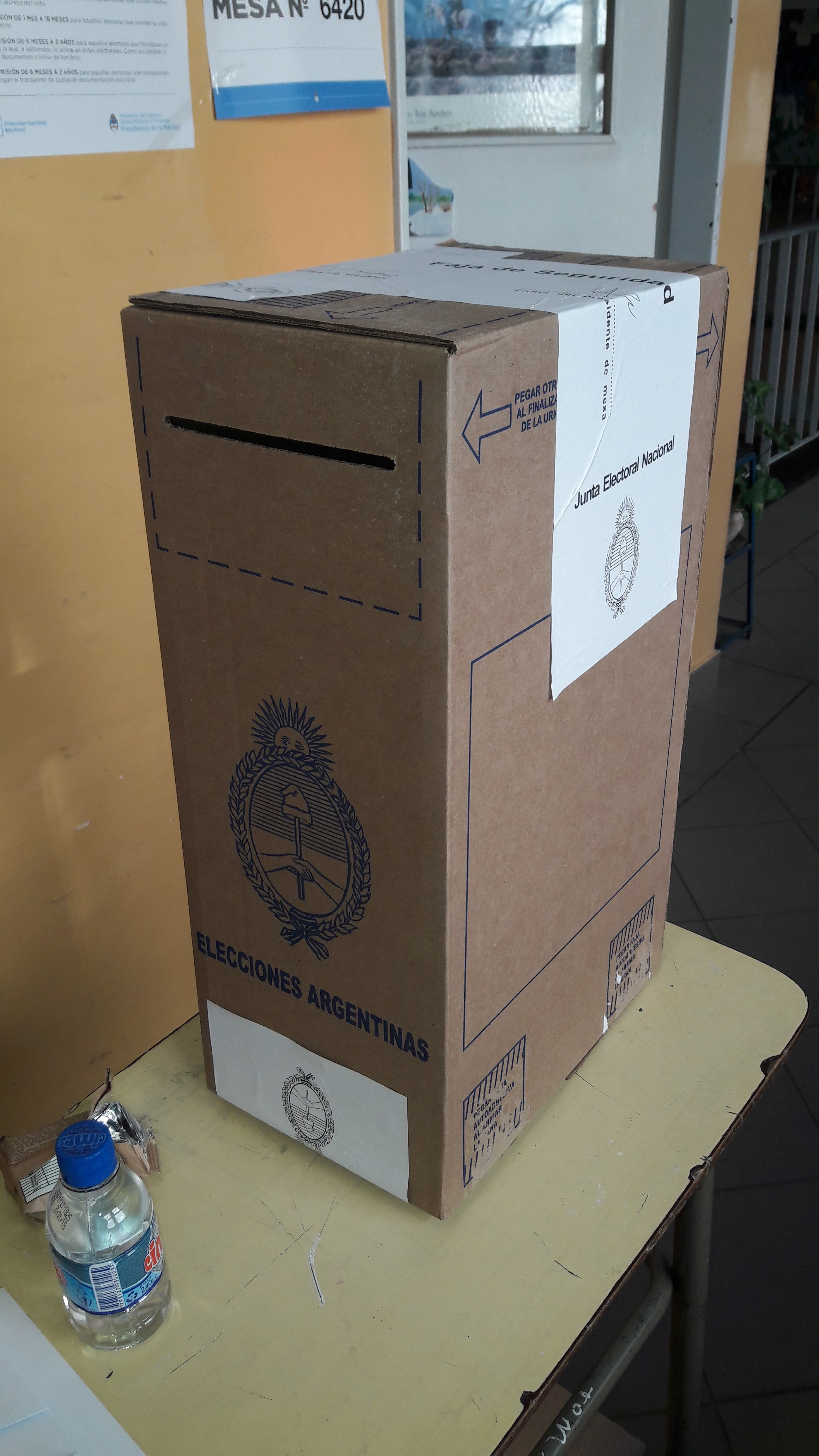
Urna utilizada en la elección
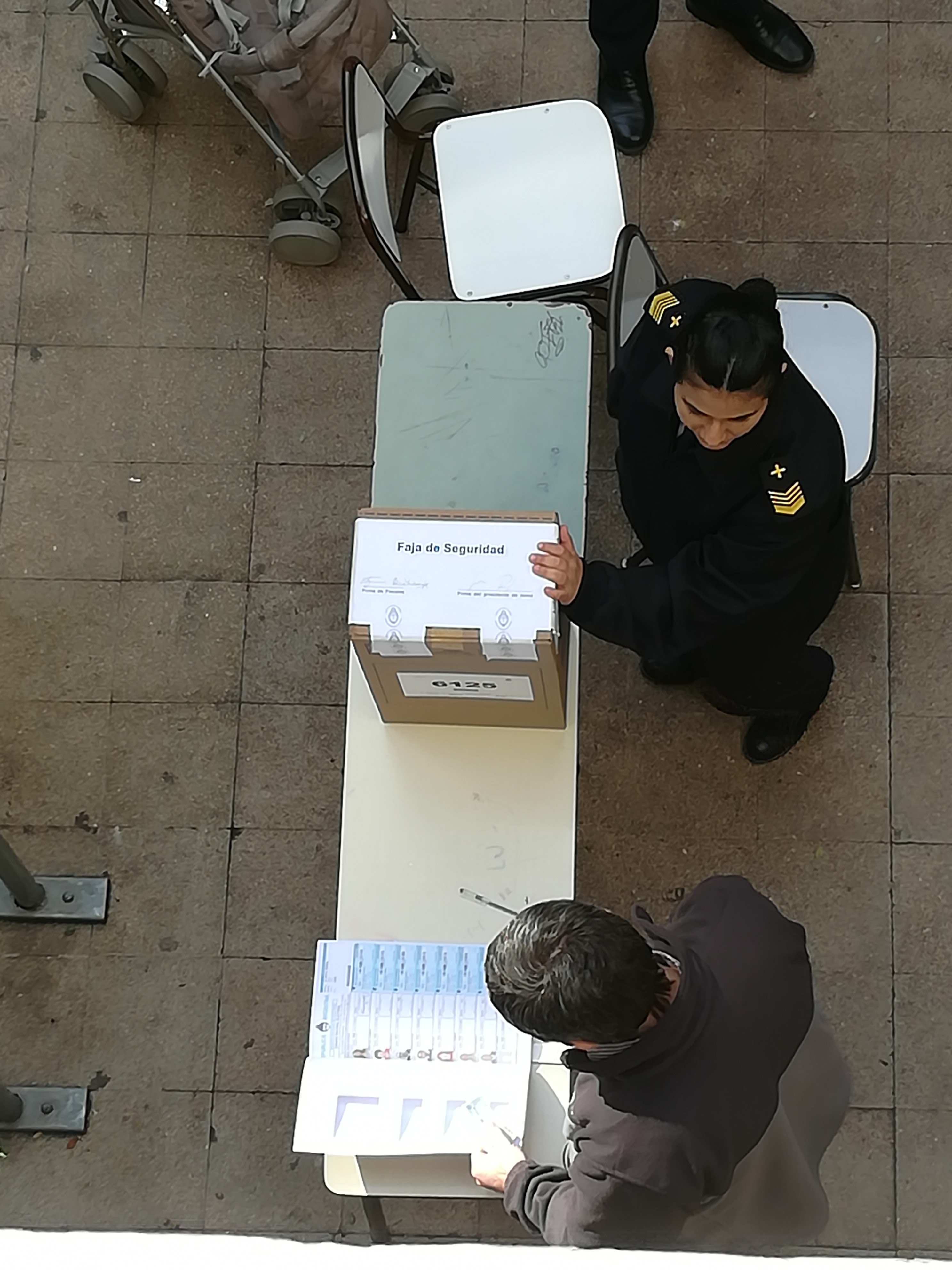
Cabo primero de la Armada Argentina supervisando la urna